# Ferrantino Malatesta
Ferrantino Malatesta (1258 – Rimini, 12 novembre 1353) è stato un condottiero italiano.

## Biografia
Figlio di Malatestino I, nel 1304 si impadronì con la forza della città di Pesaro, insieme a Pandolfo I. Si segnalò per le conquiste di Fano, Sinigaglia e Fossombrone ed ottenne Jesi per tradimento.
Nel 1306 con Pandolfo I oppose tenace resistenza a Bertrando da Goth, inviato da papa Clemente V a reggere la Marca anconitana, ma fu vinto e dovette cedere tutte le città.
Passò ai servigi di Perugia per combattere i ghibellini di Spoleto, quindi nel 1307, fu podestà di Firenze. Guidò l'esercito fiorentino nella Valdarbia contro le milizie assoldate dal legato del papa. Espugnò molti castelli, ma posto l'assedio a Gorgonza, dovette toglierlo in fretta e recarsi a Firenze, chiamato dalla signoria, perché il legato, per smettere la guerra dal territorio di Arezzo, aveva simulato di recarsi ad attaccare quella città, rimasta senza difesa.
Come podestà di Bologna, nel 1309 accompagnò il cardinale di Pelagrue, legato di Clemente V, alla guerra contro i veneziani, che si erano impadroniti di Ferrara.
Nel 1314 tentò di riprendere Fano e Pesaro, ma non vi riuscì.
Nel 1315 sostenne la guerra intrapresa per proteggere Forlì contro i ghibellini, difese valorosamente la città, ma dovette cederla. Fu più fortunato in un secondo tentativo, nel 1316 che gli fruttò soltanto la fedeltà di Cesena.
Mortogli il padre nel 1317, il dominio passò a Pandolfo I il Ferrantino servì con zelo il nuovo signore, che gli diede la podesteria di Cesena. Qui fu turbato dai possenti nemici guidati dagli Artichini e da Uberto conte di Ghiaggiola, che datisi a predare il territorio, nonostante gli aiuti dati a Ferrantino dai bolognesi, occuparono Fermignano e la tomba di Trezzarotta. Ferrantino però diede grande fastidio e molestie ai nemici.
Nel 1320 a capo di una compagnia, poté rientrare in Pesaro, ove ebbe il titolo di podestà.

Nel 1321 soccorse i Polentani, espugnò Sarsina e la bruciò, quindi soccorse i parmigiani in guerra con Spoleto, protetta da Federico da Montefeltro.
Tentò di riconquistare Fano e riuscì a strappare la signoria a Cesanello del Cassero, che fece decapitare, usurpandogli il podere.
Nel 1323 impedì ai ghibellini di rientrare in Urbino. Questi assoggettatisi a Nolfo da Montefeltro, vollero vendicarsi e tentarono un colpo di mano su Pesaro, riuscendo a penetrare nella città, ma ne furono cacciati dagli abitanti. Ferrantino si vendicò allestendo un poderoso esercito e mosse contro Urbino, ma nell'agosto del 1324 fu sconfitto e a malapena si poté salvare. Frattanto i ghibellini avevano cercato di occupare Cesena, ma molti furono messi in fuga e molfi fatti prigionieri che in seguito vennero crudelmente uccisi dal Ferrantino.
Nel 1324 il Malatesta fu armato capitano della lega guelfa dai fiorentini. L'anno successivo era in campo contro i ghibellini fortificati in Città di Castello. Mosse contro Castiglione che non riuscì a conquistare ma ne devastò il territorio e con grandi prede tornò a Firenze.
Nel 1326, morto Pandolfo I, gli successe nella dignità di difensore di Rimini. Subito mosse contro Santarcangelo, occupato dalla famiglia Tavelli e la conquistò. Dovette combattere contro Ramberto, figlio di Gianciotto, che voleva il dominio, ma tornò la pace per la mediazione del cardinale Bertrando del Poggetto.
Nel 1330 fu posto al bando dal legato pontificio, avrebbe voluto resistere, ma fu costretto a cedere da un esercito inviatogli contro, e si ritirò a Roccafredda. Riuscì a rientrare in patria nel 1333 con l'aiuto degli Estensi e dei Tarlati e, dopo venticinque giorni di assedio, con l'aiuto dei Faitani poté entrare con i suoi in Rimini. Subito rinacquero le liti, perché i figli di Pandolfo avrebbero voluto maggiore autorità di quella che Ferrantino era disposto a concedere loro.
Per tradimento Ferrantino, fu chiamato a Pesaro da Malatesta III e venne imprigionato con un figlio e con un nipote, nel maggio del 1335. Rinchiuso nella rocca di Gradara, mentre Malatesta IV si faceva proclamare signore di Rimini, veniva presto trasferito nella rocca di Fossombrone, ove suo figlio e suo nipote furono uccisi. Ferrantino venne liberato nel 1336, ma dovette cedere il castello di Roccafredda. I suoi partigiani cercarono di ribellarsi ai traditori, ma Ferrantino non prese parte alla nuova guerra, vivendo in Urbino. Poté rientrare a Rimini nel 1351 e vi morì nel 1353.

## Discendenza
Sposò Belluccia Baligani di Jesi ed ebbero tre figli:
- Malatestino Novello (?-1335)
- Pandolfino (?-?)
- Samaritana (?-1347), sposò Tolberto III da Camino